# 曹素功
上海周虎臣曹素功笔墨公司是總部位於中國上海的一家製墨、墨锭以及毛筆公司。

## 歷史
清朝康熙六年（1667年），安徽歙县人曹圣臣開始製墨，並將自己的製墨基地稱為曹素功墨莊。其後代將生意拓展至蘇州。同治年间，曹圣臣九世孙曹端友將製墨生意帶到上海。，在上海老城厢小东门方浜路38号開設墨莊。1917年，又在闸北南山路128弄32号開設製墨基地。
清康熙年间，江西的周虎臣開始制作毛笔。其後代同樣將生意帶到上海。
1956年曹素功被公私合营，同時周虎臣併入，而曹素功墨廠又增加一個名字上海墨厂，原本的曹素功名字保留，命名上類似一個機構兩塊牌子。1958年，曹素功所有的製墨基地全部併入闸北南山路。
2004年，曹素功劃歸上海新世界集團，改名上海新世界笔墨有限公司。2008年，该公司開辦上海笔墨博物馆。同年更名上海周虎臣曹素功笔墨有限公司。2011年，曹素功墨锭制作技艺被列入国家级非物质文化遗产代表性项目名录。
2021年，曹素功總部从经营了100多年的静安区芷江西路街道南山路弄堂，搬迁至上海理工大学附近的军工路。2023年3月，其總部被改造為笔墨宫坊，被認定為国家级非物质文化遗产生产性保护示范基地以及国家4A级旅游景区。